# Sudden Death of Stars
Sudden Death of Stars est un groupe de rock psychédélique français, fondé en 2009 dans la ville de Rennes. Composé à la base de cinq membres, ils apparaissent jusqu'à sept sur scène (un sitariste et une tambourine girl et chanteuse supplémentaires).
Le son du groupe doit en grande partie à la prédominance d'un sitar.

## Membres
Traditionnellement, les musiciens se sont vus affublés d'un nombre (allant de 83 à 87), qui leur sert de pseudonyme de scène. Les deux nombres redondants correspondent à des membres arrivés plus tard dans le groupe.
- 83 : Pierre-Marie LeMoing (basse / guitare / chant)
- 84 : Xavier Paillat (batterie)
- 85 : Kevin Le Tetour (guitare (12 et 6 cordes) / basse / chant)
- 85* : Joachim Gautier (sitar)
- 86 :  Goulwen Ory (guitare / chant)
- 86* : Constance Legeay (tambourin / chant)
- 87 : Valentin Prezelin (orgue / synthétiseur / chant)

## Discographie
- 2010 : "Sudden Death of Stars" (EP)
- 2011 : "Getting Up, Going Down"
- 2014 : "All Unrevealed Parts Of The Unknown"